# Alex Mineiro
Alex Mineiro, bürgerlich Alexander Pereira Cardoso (* 15. März 1975 in Belo Horizonte, Minas Gerais), ist ein ehemaliger brasilianischer Fußballspieler.

## Karriere
Der 1,75 Meter große Stürmer begann seine Karriere im Jahr 1996 beim América Mineiro. Nach einem Jahr wechselte er zu Cruzeiro EC aus Belo Horizonte, wo er für das Jahr 1997 unter Vertrag stand. Während der Spielzeit absolvierte er 14 Ligaspiele und konnte dabei vier Tore erzielen. 1998 absolvierte Alex Mineiro 19 Ligaspiele für den EC Vitória und konnte während des Jahres zweimal treffen. Im nächsten Jahr stand er im Kader des EC Bahia und von 1999 bis 2000 bei União Agrícola Barbarense FC. An fünf torlosen Pokalspielen nahm er im Jahr 2000 für Cruzeiro teil. Ein Jahr später unterschrieb er für zwei Jahre einen Vertrag bei Athletico Paranaense, bei welchem er in den zwei Spielzeiten insgesamt 41 Ligaspiele bestritt und dabei 20 Treffer erzielte. Hier gewann er die Série A 2001.
In der Saison 2002/03 wechselte er zum mexikanischen Verein UANL Tigres, dort kam er in 18 Spielen zum Einsatz, einmal konnte er ins Tor treffen. 19 Ligaspiele absolvierte Alex Mineiro 2003 für Athletico Paranaense und konnte sechs Tore erzielen. In den Jahren 2004 bis 2006 wurde er an zwei Vereine ausgeliehen. Seinen ersten Leihvertrag unterschrieb er bei Atlético Mineiro, bei welchem er 43 Ligaspiele absolvierte und 15-mal ins Tor traf. Nach der Spielzeit wechselte er zum japanischen Verein Kashima Antlers, wo er die Spielzeiten 2005 und 2006 im Aufgebot stand. In seinem ersten Jahr bestritt er 27 Ligaspiele und schoss 15 Tore. 2006 stand er 31-mal auf dem Platz und erzielte zehn Tore. Während der zwei Jahre absolvierte er außerdem drei Spiele im Rahmen des Kaiserpokals sowie zwölf Spiele im J. League Cup.
Danach kehrte Alex Mineiro wieder zu Athletico Paranaense zurück, nach seiner Rückkehr bestritt er 28 Ligaspiele und erzielte neun Tore. Nach fünf Jahren in Paranaense unterschrieb er einen neuen Vertrag bei der SE Palmeiras in São Paulo, allerdings stand er dort nur für eine Saison unter Vertrag. Im Jahr 2008 absolvierte er 32 Ligaspiele und schoss 19 Tore. Seine nächste Station war 2009 der Verein Grêmio FBPA, bei welchem er sieben Ligaspiele bestritt und zweimal ins Tor traf. Ein Jahr später kehrte er letztmals zu Athletico Paranaense, in den Spielzeiten 2009 und 2010 kam er nochmals in 24 Partien zum Einsatz und schoss drei Tore. Daraufhin beendete Alex Mineiro seine aktive Karriere.

## Erfolge
Cruzeiro
- Copa Libertadores: 1997
- Staatsmeisterschaft von Minas Gerais: 1997
- Copa do Brasil: 2000

Athletico Paranaense
- Staatsmeisterschaft von Paraná: 2001, 2005
- Campeonato Brasileiro de Futebol: 2001

Palmeiras
- Staatsmeisterschaft von São Paulo: 2008

## Auszeichnungen
- Bola de Ouro: 2001
- Torschützenkönig Staatsmeisterschaft von São Paulo: 2008